# Liga Comunista de Alemania Occidental

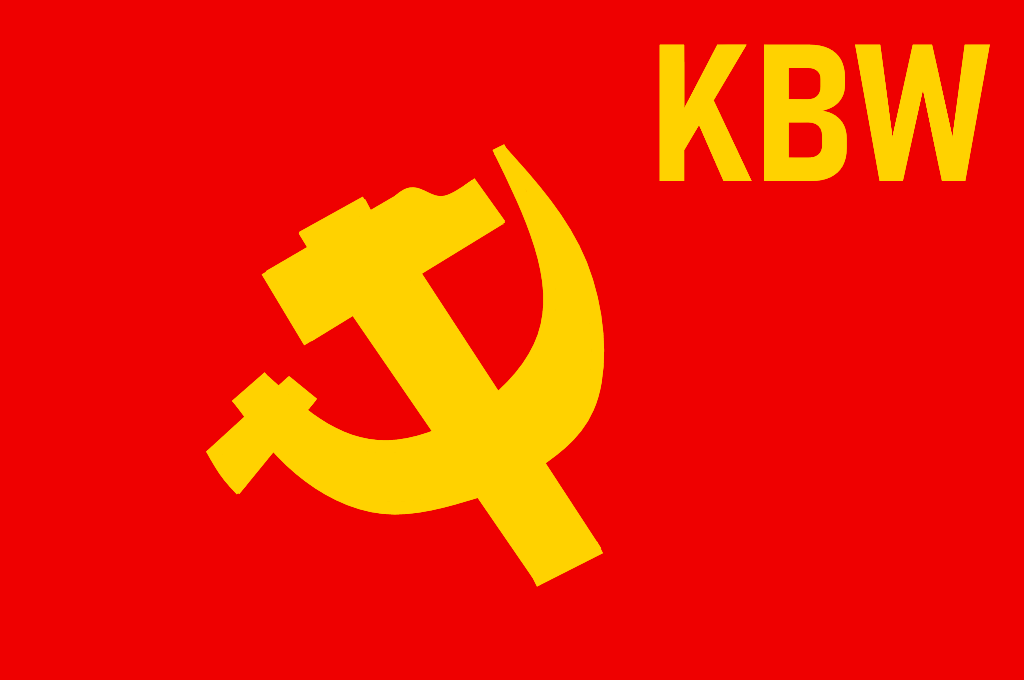
Bandera de la Liga Comunista de Alemania Occidental, KBW.

La Liga Comunista de Alemania Occidental (en alemán: Kommunistischer Bund Westdeutschland; KBW) fue una organización maoísta en Alemania Occidental que existió desde 1973 hasta 1985. La KBW participó en las elecciones federales de 1976 y 1980 en Alemania Occidental. Después de 1982, la KBW estuvo prácticamente inactiva y finalmente se disolvió en 1985.

## Historia
La KBW se formó en una conferencia celebrada en Bremen en junio de 1973, como fusión de varios grupos comunistas locales de Heidelberg, Bremen, Gotinga y Friburgo, entre otras ciudades. En su conferencia inaugural, la KBW adoptó un programa que abogaba por el derrocamiento revolucionario del capitalismo y el estado burgués y la instauración de la dictadura del proletariado con el fin de lograr una sociedad sin clases e instaurar el comunismo. En su programa, la KBW exigió el armamento de las personas ("Allgemeine Volksbewaffnung").
Uno de los principales esfuerzos de la KBW fue la lucha contra la Bundeswehr, el Ejército de la Alemania Occidental formado tras la Segunda Guerra Mundial. Organizó campamentos juveniles dedicados a la formación ideológica. Los miembros de la KBW participaron en manifestaciones violentas contra las centrales nucleares en Alemania Occidental.
La KBW participó en las elecciones federales de 1976 y 1980, y en elecciones estatales y locales. La organización obtuvo 20.018 votos, equivalentes al 0,1%, en las elecciones de 1976 (un número alto de votos tratándose de un partido revolucionario) y 8.285 en 1980.  Ganó un puesto en el consejo de la ciudad de Heidelberg en 1975, que perdió más tarde, cuando su diputada Helga Rosenbaum utilizó su escaño como plataforma para pedir el derrocamiento violento de la República Federal Alemana, siendo expulsada el 16 de septiembre de 1976 por decisión de los partidos mayoritarios.
La sede de la KBW se trasladó desde Mannheim a Frankfurt am Main en abril de 1977.
La Unión Nacional Africana de Zimbabue (ZANU), apoyó a la KBW en su lucha armada.
La organización se dividió en el verano de 1980, cuando cerca de un cuarto de sus miembros formaron la Bund Westdeutscher Kommunisten.
En 1982, la KBW abandonó su objetivo de establecer una dictadura del proletariado y comenzó a infiltrarse en Los Verdes (Die Grünen). Winfried Kretschmann, destacado político de Los Verdes, fue de hecho miembro de la KBW.
Se disolvió en 1985.